# Clytorhynchus nigrogularis
El monarca gorginegro (Clytorhynchus nigrogularis) es una especie de ave paseriforme de la familia Monarchidae. Se encuentra en Fiji y las Islas Salomón. Sus hábitats naturales son los bosques tropicales húmedos. Está amenazado debido a la destrucción de su hábitat.